# 死の部隊
死の部隊（しのぶたい、英語: death squad、スペイン語: escuadrones de la muerte）とは、主に第三世界の各国、特に冷戦時代の中南米で行われていた市民に対する暗殺作戦を実行する白色テログループの総称である。近年では反テロなどを名目としたものも指す。
概ね、社会主義や反体制の革命軍や赤軍に対するカウンターを目的としている。

## 概要
多くの場合、アメリカ陸軍米州学校（現・西半球安全保障協力研究所）やイスラエル、スペインなどの支援により訓練された、軍や情報機関・警察のような国家機関、または自警団などの民兵などにより行われる。軍や警察の関与が証明された場合超法規的処刑などと呼ばれる。狙撃で殺害する場合もあるが誘拐が伴うことも多く、遺体が見つかるまでは強制失踪と呼ばれ（＝拉致）、被害者は拷問にかけられることも多い。治安機関によるこれらの人権侵害はアルゼンチンのような一部の国を除き、基本的に処罰されない。
アメリカ合衆国などでは「死の部隊は社会秩序を維持するために活動するのでテロリズム組織ではない」「ソ連や社会主義中国の干渉に対する反抗であり自衛戦争」とする主張がみられる。また彼らの標的にはホームレスやストリートチルドレンが加わる場合もある。死の部隊は概ね支配層のイデオロギー、信仰、階層、人種などに与しない者に向けられる（ジェノサイドの実行手段の一つである）。
ソ連や中共(中国共産党)が支援する革命軍や人民解放軍は労働者階級や、被差別階級の蜂起を狙う場合も多いので、反動派の死の部隊は少数精鋭部隊であることが多い。

## 中米・カリブ海諸国
中米やカリブ海諸国では、米国企業ユナイテッド・フルーツ、ドール、デルモンテなどが進出し各社はバナナやコーヒーや砂糖などのプランテーションを広げており、該当する国はモノカルチャー経済への依存を余儀なくされることが多かった（バナナ共和国）。
中米はクリオーリョ（現地生まれのヨーロッパ人）による独裁政権が多かったが、軍人大統領にはメスティーソもかなりいたので(エルサルバドルのマルティネスなど)、支配層を白人だけとするのはあまり適切ではない。民主化運動からゲリラ闘争まで幅はあるが、各国でそれぞれの動きがあった。運河建設などを図る米英の干渉を受け、戦争や侵略が相次いだ（パナマ運河参照）。時折成立した左派政権等は必ずしも共産主義を掲げなかったがキューバ革命以後、キューバのように武力革命を目指したゲリラが活動するようになると、それに抵抗した政府も反共主義を掲げ、死の部隊の活動が活発化した。
ゲリラとの内戦が激化すると、もはや政府は死の部隊に頼らず、政府軍は直接ゲリラと関係ありそうな農村を襲い住民を皆殺しにする作戦(ジェノサイド)にでた。一方でゲリラも政府軍に協力している農村を選択的に襲い、こうした中米の国々の農民は板ばさみになって虐殺された。

### グアテマラ
グアテマラでは1954年ハコボ・アルベンス・グスマン大統領がユナイテッド・フルーツの土地の有償での接収を決めたことにアメリカ・中央情報局（CIA）が介入し（PBSUCCESS作戦）「共産主義者」とされた約千人が殺害され政権が転覆された。1959年にはCIAがグアテマラ軍の反カストロ軍事訓練を開始するなど軍とCIAの繋がりはあったが、学生運動、農民運動、労働運動から数派のゲリラまで民主化から革命を求める勢力までが多数存在した。
その中で「反ゲリラ活動」として「ラ・マノ・ブランカ」（白い手）などの死の部隊が創設された。1962年には米グリーンベレーによる「対ゲリラ訓練」がイサバル県で始まった。1966年、右派のフリオ・セサル・メンデス・モンテネグロ大統領が就任すると米軍事顧問のジョン・D・ウェバー大佐の意向でグリーンベレーも参加しサカパ県で約1万5千人を殺害した。
カルロス・アラーナ・オソリオ大佐が司令官となり「サカパの殺戮者」の称号を得た（ウェバー自身は1968年に逆にゲリラにより暗殺された）。それと同時に米国際開発局 (USAID) は公安局を通じてグアテマラ警察を訓練した。そしてグアテマラ軍統合参謀本部第二局 (G2) や大統領参謀本部 (EMP) といった軍情報機関が活動した。1978年5月28日には農地解放を求めるマヤ系先住民の農民に対するパンソスの虐殺がなされた。1982年3月クーデターによりエフライン・リオス・モント大統領が就任すると6月に「民間自衛パトロール」（PAC, 自警団の徴用、90万人）を創設、以後マヤ系も含めた「自警団」による虐殺が続く。7月18日のサンチェス平原の虐殺など約440の村が村ごと虐殺を受けるなどし、内戦期間中の犠牲者は20万人に上るとみられている。
また「カイビレス」という名前の陸軍特殊部隊の隊員らが1982年にドス・エレスの虐殺を起こし、250人を殺害した。2011年までに5人の兵士が懲役6000年以上の判決を受けている。現在カイビレスは対テロ・対麻薬組織任務を担当しているが、隊員の中にはロス・セタスなど麻薬組織に転職した者もいる。
1996年にアルバロ・アルス大統領によりゲリラとの和平合意が成立し、内戦は終結した。虐殺に対する国際的な非難や国内での取り組みは存在するものの真相究明に対する圧力が続いている。
1998年4月26日、歴史的記憶回復プロジェクト (REMHI) の責任者ホアン・ホセ・ヘラルディ司教が暗殺された。また虐殺への軍の関与を公式に認めるべきだと批判したオット・ノアク大佐が逮捕された。

### ニカラグア
アメリカの資金援助によって親米反政府民兵「コントラ」が誕生し、虐殺を引き起こしていた。

### エルサルバドル
エルサルバドル軍は国内で汚い戦争を行っていたアルゼンチン軍の指導の下に対ゲリラ戦を学んだ。
1973年以降、極右によるテロの嵐がエルサルバドル国内で吹き荒れた。軍内部の死の部隊はEsquadron de la Muerte(EM,暗殺部隊)と呼ばれ、軍内の極右、保守反動派、退役軍人、予備役兵、現役警官などからなり、労働組合構成員などをはじめとして学者、医者、弁護士、学生、農民、神父、尼僧、ジャーナリストなど多岐に渡る市民を夜毎暗殺し続けた。上記に挙げた以外の市民でも見せしめのためだけに暗殺されたものも多数いた。また、子供までも殺されたと言う。
「14家族」と呼ばれる国内の富裕層の資金援助により活動を続け、暗殺された者の中にはアメリカ合衆国から派遣された尼僧や、左右両派のテロが吹き荒れる中で国民的な人気を保っていたオスカル・ロメロ神父なども含まれ、特にロメロ神父の暗殺後、エルサルバドル内戦が始まるのである。
また、軍の対ゲリラ戦部隊であるアトラカトル大隊も死の部隊同様虐殺を行っていた。この部隊は1981年3月にパナマにてグリーンベレーの訓練を受け、その年の12月には1000人もの民間人を虐殺した他、1989年にも）イエスズ司祭6人とその料理人、料理人の娘までも殺害したと言われている。
このようにして人口500万に満たない国で、1979年10月から1987年10月の8年間において、死の部隊を含む治安部隊に殺害された国民の数は約62,000人に、行方不明者は約5,000人に、難民に至っては100万人以上に及んだ。
内戦終結後も暗殺部隊の行動は止まらず、現在も深夜に徘徊し、社会浄化作戦と称して非行少年などを暗殺しているようである。

### ホンジュラス
ホンジュラスは中米紛争で戦場にならなかったが、ホンジュラスを拠点としていたニカラグアの反政府組織コントラやホンジュラス軍も国内で汚い戦争を行っていたアルゼンチン軍の指導の下に対ゲリラ戦を学んだ。ただし、この技術がホンジュラス人に使われるような事態にはならなかったようである。

### キューバ
アメリカは“カリブに浮かぶ赤い島”キューバに対し経済制裁を継続、フルヘンシオ・バティスタを放逐したフィデル・カストロの社会主義政権を、反革命傭兵軍や「キューバ系アメリカ人財団」を用いて打倒しようと繰り返し試みている。

## 南米
中米と同じようにほぼ全ての国がラテンアメリカであり、キューバ革命以降、革命に影響を受けたゲリラが武装闘争を開始し、多くの国では内戦状態になった。治安回復のために各国の国軍がアメリカの援助と指導の下にクーデターを起こし、ゲリラ関係者や労働組合関係者、左翼とみなされた人間、および全く無関係の市民を次々と暗殺していった。
南部南米では農村民を皆殺しにするジェノサイド作戦には出なかったものの、北部、中部アンデスのコロンビアやペルーでは、中米と同じようにアメリカ軍の指導を受けて対ゲリラ戦を学び、多くの農村で政府軍やパラミリタリーによりジェノサイドが行われた。

### ブラジル
ブラジルでは、1964年にこれまでの左派民族政権をクーデターで追放して、この地域で最初の官僚主義的権威主義体制と呼ばれる軍事政権が誕生したのを機に、軍部による反対派の弾圧が始まった。サンバやボサノヴァやカルナヴァルの内容までもが検閲され、多くのアーティストがブラジルを去っていった。1985年にようやく民政移管した。
また、死の部隊と呼ばれる程ではないが、大地主が人を雇って土地改革を訴える農民を暗殺させるような事件も起きている。著名な犠牲者としては、シコ・メンデスが挙げられる。
なお、現在では治安改善のために貧困から窃盗や強盗を繰り返すストリートチルドレンを次々と虐殺し、それに関わった子供たちを次々に殺していく暗殺組織のことを指すことが多い。これらの組織は軍警察と密接に結びついていることが多く、メンバーの中に現職の警官も含まれている。ストリートチルドレンの窃盗や強盗の被害にあった店主が軍警察警官に「掃除」と称して彼らの殺害を依頼しているパターンが殆どであり、カンデラリア教会虐殺事件のような事件も発生している。

### アルゼンチン
アルゼンチンでは政権を握った左翼民族主義者のポピュリスト、フアン・ペロンが保守派軍人によって追放されると、それまでも安定しなかったアルゼンチンの政治は更に不安定化し、リベラル派のペロニスタと軍部の間で抗争が続いていた。軍部はペロニスタを標的に暗殺を始めたが、キューバ革命の影響を受けてペロニスタ側からモントネーロスを代表とするゲリラが現れ、武装闘争が行われた。
軍部は政局を収めるためにペロニスタとの和解を目指し、1973年に自由選挙で勝利したペロンが帰ってきたが、すぐに死亡し、後を継いだ妻のイサベル・ペロンにも困難な政局を収めることはできなかった。こうしてペロニスタの無能力のため、ホルヘ・ラファエル・ビデラ将軍が1976年にクーデターを起こし、アルゼンチンでも官僚主義的権威主義体制と呼ばれる軍事政権が誕生した。
政権を握った軍部は自らを「国家再編成プロセス」と称した。当初、国民は混乱した政治・経済を回復するものとしてクーデターを歓迎したが、軍部は次第にペロニスタや左翼・労働組合関係者などに狙いを定める激しい弾圧を行うようになる。このような「汚い戦争」と呼ばれる一連の弾圧で8,000人とも30,000人ともいわれる市民が殺害されたとしている。
こうして培われたゲリラ弾圧技術は中米紛争で各国の政府軍や極右民兵隊に伝授されたが（アルゼンチン・コネクション）、1982年のマルビナス戦争での敗北により軍部の威信は地に落ち、軍事政権の人権侵害の罪を訴追しないことを条件に民政復帰したが、2000年代に入ると当時の大統領や軍人による人権侵害は訴追されはじめ、収監される事例も出ている。

### チリ
チリでは、1970年に成立したサルバドール・アジェンデの人民連合政権はポプリスモ的な政策を取り、社会改革を行ったが、急進的な改革とそれに対する米国等の経済的政治的な妨害で外貨を使い果たし、経済は大混乱した。
1973年9月11日、アウグスト・ピノチェトの率いる軍はアジェンデの立てこもるモネダ宮殿を攻撃し、アジェンデは抗戦の末に死亡した(チリ・クーデター)。
チリの軍事政権は周辺諸国でも最も厳しいものであり、クーデター直後から人民連合狩りが行われチリ軍は徹底的に左翼や中道の反体制派の粛清に取り掛かり、すぐにビクトル・ハラをはじめとする市民がサンチャゴ・スタジアムに集められ、虐殺された。このようにしてクーデター直後の数日間だけで虐殺された人数は、軍事政権の発表による最小の見積もりでは6,000人に、国際機関などの報告を照らし合わせた見積もりによると、最大では100,000人以上に及ぶ。そしてこのような人権侵害はピノチェト政権を通して続き、激しさを増していった。翌1974年9月に秘密警察「DINA」が設立された。ピノチェトの60歳の誕生日である1975年11月25日にDINAはコンドル作戦を立ち上げて南米の軍事政権同士で死の部隊を連絡調整した。ピノチェトは、アメリカの支援の下で新自由主義政策を行い対外的には経済は繁栄したかのように見えたが、実態はハイパーインフレでアジェンデ時代以上に国内の混乱を招いた。
その後高まる国際的な批判により、1990年にようやく民政移管がなされたが、アウグスト・ピノチェトはその後もチリ軍総司令官として隠然たる影響力を保ちながら生涯を終えた。チリは、その後に急速な民主化を推し進め、2007年のトランスペアレンシー・インターナショナルによる世界腐敗国家ランキングではラテンアメリカ最高順位の22位になり、域内で最も腐敗していない法治国家と評価された。

### ウルグアイ
ウルグアイでは1950年代後半以降、畜産品モノカルチャー経済が落ち込むと、ラウル・センディックが都市ゲリラトゥパマロスを組織し、革命を目指してモンテビデオで活動した。そしてトゥパマロスがモンテビデオで活動するにつれ、アメリカ合衆国の支援を受けてウルグアイ軍部は徐々に死の部隊を育成していった。
トゥパマロスは1972年に内戦宣言が出されるとたちまち消滅したが、軍部はトゥパマロスを壊滅させた見返りとして政治に介入しはじめ、1973年以降は事実上の軍政が敷かれた。こうしてウルグアイでも軍部により官僚主義的権威主義体制（ブラジル型軍政）が成立した。
その後軍政下では、人口300万人の国で実に30万人がブラックリストとして監視されるという異常な警察国家体制が完成した。学校や職場に軍部の密告者が潜入し、反体制的な言動をした人間は容赦なく刑務所に送られた。
ガス工場での異臭騒ぎによりサボタージュ事件が発生すると、軍が出動して無理矢理労働者を働かせ、結果多くの労働者が死亡するなどの事件が起きたのもこの頃である。このような抑圧的な軍政を嫌い、ウルグアイ人の17%に及ぶ50万人が国を捨て去ったという。
1981年に軍部は軍政の合法化を意図した国民投票を行ったが、厳重な統制下に置かれたこの投票で軍事政権はウルグアイ国民にNoを突きつけられ、1985年にようやく民政移管した。

### パラグアイ
パラグアイでも1954年からはじまったアルフレド・ストロエスネル将軍の長期独裁時代には死の部隊のようなものが存在したようである。
また、死の部隊と呼ばれる程ではないが、現在もブラジルと同じように大地主が人を雇って土地改革を訴える農民を暗殺させるような事件も起きている。

### コロンビア
コロンビア革命軍（FARC）などの左翼ゲリラから土地と財産を守るために地主が結成した自警団が、ゲリラのシンパとみなした市民や農民にテロ攻撃を行い、1997年には全国的な右翼準軍事組織であるコロンビア自衛軍連合（AUC）が結成された。FARCもAUCもコカイン密売を資金源とし、AUCはFARCに協力した農民を年間1,000人も虐殺したため米国務省は2001年、FARCとAUCを国際テロ組織のリストに指定した。
「死の部隊」は左翼ゲリラ以外にもホームレスを「犯罪者予備軍」とみなして殺害しているとされる。

## 北米

### アメリカ
上記の通り、CIAが国外における数々の「死の部隊」設立に関わっているが、アメリカ本国では右翼民兵団が全土に点在し逮捕者も出ているものの、彼らが虐殺やテロ活動を行ったという事例は報告されていない。
1963年、KKKが黒人児童の白人学校受け入れに反対し、公民権運動の拠点となっていたアラバマ州バーミングハムにあるバプテスト教会を爆破し4人の黒人女子児童を殺傷する事件が発生している。

### メキシコ
メキシコ与党である制度的革命党が1960年代から死の部隊を運用していると言われている。1968年には反対勢力や共産主義者の学生に対して軍と警察が発砲し、30人以上殺害したトラテロルコの虐殺が行われた。

## 中東

### イラン
パフラヴィー朝時代、情報機関SAVAKが死の部隊を使ったとされている。

### イラク
イラク戦争以降、イラク内務省直属の狼旅団という特殊ゲリラ警察がアメリカの援助を受け、テロ容疑者と見られるスンナ派市民への拘束、拷問、殺害に関わったとされている。狼旅団の他にもマフディー軍、バドル旅団といった政府派ゲリラの活動が確認されていて、彼らの活動により数百から数千ものスンニ派市民が虐殺されたと言われている。
これらのグループの創設にはエルサルバドルにおける「死の部隊」顧問だったジェームズ・スティール元大佐らが関わっているとされており、批判が起こっている。

### レバノン
1975年から1990年までの冷戦中。死の部隊が活動し17000人が失踪したとされている。

## アジア

### フィリピン
2001年のグロリア・アロヨ大統領就任以来、軍の予備役部隊であるCAFGU(Citizen Armed Force Geographical Unit)や警察予備役であるCVO(Civilian Volunteer Organizations)によって共産主義を支持したとみられた人物や団体への脅迫・人権侵害・政治的殺害が発生している。有名な事件としてマギンダナオの大虐殺が挙げられ、ミンダナオ島で村民たちとジャーナリストを含む57人が殺害されたとされている。
また、ダバオ市においてダバオ・デス・スクワッドが麻薬密売人や犯罪者への私刑を行い、52人もの人間を殺害したことが確認されている。また、アムネスティ・インターナショナルなど人権団体によると彼らが殺害した人数は正確には300人を超えると言われている。

### 韓国
朝鮮戦争中、済州島四・三事件や保導連盟事件など韓国内にいる共産主義者が大量に殺害される事件が発生した。
また、エリート部隊であった特殊戦司令部の兵士が、粛軍クーデター以降の軍事政権下で、民主化運動の参加者たちを殺害(光州事件)していた。また、戦闘警察が元兵士や前科者などにより戦警遊撃隊(通称、白骨団)という市民部隊を編成してデモ隊を強硬な方法で鎮圧しており、その過程でデモ参加者を殺害してしまうことも度々あったという。

### インドネシア
1965年に民主的な選挙で選ばれたスカルノ大統領の政府を転覆するために、ウントゥン・ビン・シャムスリ中佐を首謀者とする9月30日事件という軍事クーデターが始まり、「ゲスタプ」と呼ばれたクーデター部隊や協力者の民兵部隊によって中国系市民や共産主義を唱えたと見られる人物が300万人単位で殺害された。

### 日本
公式には存在を否定されている が、情報幕僚（G2）にあたる指揮通信システム・情報部（旧第二部、調査部、運用支援・情報部）には、ヒューミントを担当する情報1班特別勤務班、いわゆる別班（Defence Intelligence Team, DIT）が存在したとされている。
前身である警察予備隊の創設当初は旧内務官僚が中心になっていたため、連合国軍最高司令官総司令部（GHQ/SCAP）参謀第2部（G2）と連携していた有末機関など旧軍の情報参謀の入隊は遅れていた。このため在日米軍では、日米の軍事情報部門の連携を強化するため、1952年より警察士長（3等陸佐）・1等警察士（1等陸尉）クラスの中堅幕僚を在日米軍情報機関に出向させ、研修させるようになった。これが「別班」の起源となった。
そして1954年の日米相互防衛援助協定（MSA協定）の締結と前後して、時の在日米軍司令官ロジャー・マックスウェル・レイミーから首相吉田茂に送付された書簡に基づき、陸上自衛隊と在日米陸軍が合同で諜報活動を行うという秘密協定が締結された。そして1956年頃より、MIST（Military Intelligence Specialist Training、軍事情報専門家研修）として、より本格的な研修コースが開講した。在日米陸軍では、キャンプ座間の第500情報旅団からキャンプ・ドレイクに展開した分遣隊であるFDDが受け入れ部隊となった。日本側では"MIST"に語感が近い「武蔵」が秘匿名として用いられるようになった。
1960年には、ハワイで広瀬部長と太平洋陸軍情報部長が会合し、第1回の日米情報会議（JA会議）が開催された。またこの頃、研修修了者を結集して、陸幕2部長であった広瀬栄一陸将補の直轄下で発足したのが特勤班であった。1961年には日米の非公然の合同工作機関となり、陸自の班長と米軍FDD指揮官が同格で構成する合同司令部のもとに、「工作本部」および日米おのおのの「工作支援部」が配されるようになった。工作本部にはおおむね3つの工作班が設置されていたとされる。また指揮系統としては、当初は2部長の直轄下にあったが、後に2部内に連絡幕僚が置かれ、その後は情報1班長が連絡を担当するようになった。班長は2佐、総員24名だったとされている。なお「武蔵」という秘匿名は1965年に廃止され、以後は単に「特勤班」ないし「別班」と称されたとも、「小金井」と称されるようになったともいわれる。
別班は、当初はFDDと同じキャンプ・ドレイクを拠点としていたが、1973年に同地が日本に返還されたのに伴い、第500情報旅団と同じキャンプ座間に移転した。しかし同年の金大中事件で別班の関与が疑われ、衆目を集めたことから、規模を縮小して、檜町駐屯地の陸幕地下に移転したとされる。現在は組織としては消滅し、指揮通信システム・情報部の担当者が米陸軍情報部隊との連絡業務を継続してはいるものの、共同の情報活動のような密接度はないとされる。
2013年の共同通信社の報道(共同通信 2013)では、別班要員が民間人に身分を偽装し、内閣総理大臣や防衛大臣（防衛庁長官）に無断で国外活動を行ったとされ、新党大地の鈴木貴子衆議院議員が国会に質問主意書を提出する事態となった。ただし黒井文太郎は、法的・予算的な制約から「陸幕が組織的に国外で情報活動の偽装工作をするということは、現実的には無理だろう」と延べ、別班経験者が語学研修などの経験を活かして退官後に貿易業務に携わる例があったことを指摘し、その業務の傍らで自主的に行った情報収集活動の域を出ないものと結論している。また共同通信 2013では、別班の得た情報を陸上幕僚長・情報本部長に報告する際には情報の出所が明示されていなかったとされていたが、実際には陸幕や内局の上層部も報告を受けていたとされている。
なお、「情報本部電波部」の前身組織であり、シギントを担当していた陸上幕僚監部調査部第2課別室（通称：調別）とは、別の機関である。

## ヨーロッパ

### ロシア
夜の狼（もしくはナイト・ウルヴズ(ロシア語: Ночные Волки、ノーチヌィイェ・ヴォールキ)） - 創設者のアレクサンドル・ザルドスタノフ（Alexander Zaldostanov）らがアメリカのバイカー・カルチャーに触れ、チェコ製のバイクに乗りバイカーとして活動した事を起源とする。
結成当初は当時ソ連で禁止されていたロックを愛好していたことから反政府的な体制を取っていたが、現在はウラジーミル・プーチン大統領の支持母体となり、ドンバス戦争ではウクライナに義勇兵を送るなど極右的な思想が見られる。
構成員は7000人ほどで、入会希望者は男性であること、旧ソ連邦の出身であること、既存の会員から招待されること、会員になる前に2年間クラブの行事に参加しなければならないことなどが条件となっている。信仰は問われず、チェチェン人などイスラム教徒も入会を認められる。

### イギリス
北アイルランド問題にて、プロテスタント系市民らがアルスター防衛同盟(UDA)やアルスター義勇軍(UVF)など複数の右翼武装組織を結成する。これらのグループは警察などと関係してIRAやカトリックらに攻撃を行い、IRAと関係する弁護士を暗殺したり、IRA兵士の葬儀を手榴弾と拳銃で襲撃して無抵抗の市民達を多数殺傷する事件などを起こした。2009年にUVFは武装解除したとされているが、現在でもプロテスタント系市民達がデモや暴力行為をする際にUDAやUVFという名義を使うことがある。

### スペイン
バスク祖国と自由によるテロ活動に対抗するために、政府関係者の意向によって反テロリスト解放グループ(Grupos Antiterroristas de Liberación、GAL)が結成される。1983年から1987年の間、ETAが活動していた南フランスのバスク人集落にて30件を超える襲撃を展開し、結果無関係の者を含む多数の人間を死傷させた。

## アフリカ

### コートジボワール
2000年代初頭にアラサン・ワタラを支持する死の部隊の存在が確認されている。
この死の部隊は対立相手のローラン・バグボの住宅施設を襲撃したり、テレビ局を占拠するなどしていた。

### 南アフリカ
アパルトヘイトの時代、インカタ自由党など親政権派の黒人達による「自警団」が結成され、アフリカ民族会議などの反政府派黒人勢力への暗殺や迫害を行っており、また逆に、反政府派黒人による親政府派黒人へのリンチや殺害(シェルハウスの虐殺など)も多発した。90年から92年までの反アパルトヘイト闘争において、死者の8割が黒人同士の争いによって殺害されたものと見られている。
また諜報機関の市民協力局（Civil Cooperation Bureau）や警察対テロ班のフラクプラース(Vlakplaas)などといった「ヒット・スクワッド」が暗殺や白色テロを行っていた。